# آنا بیلینسکا بوهدانویچ
آنا بیلیسکا-بوهدانوویچ (۸ دسامبر ۱۸۵۷–۱۸ آوریل ۱۸۹۳) یک نقاش لهستانی بود که به خاطر پرتره‌هایش (تک‌چهره) شهرت داشت. او نماینده رئالیسم بود و بیشتر زندگی هنری خود را در پاریس گذراند.

## زندگی
وی دختر یک پزشک لهستانی در شهر مرزی سابق زلاتوپل در امپراتوری روسیه (امروز بخشی از نووومیرهورود)، جایی که کودکی خود را در کنار پدرش گذراند، متولد شد. وی از سابقه خود به طنز گفته‌است که «من یک مزاج قزاق دارم اما یک قلب لهستانی». (لهستانی: ma temperament kozaczy, ale serce polskie). اولین معلم هنری وی پیش از تحصیل در موسیقی و هنر میکال الویرو آندریولی (پس از قیام ژانویه ۱۸۶۳–۱۸۶۴، آندریولی توسط دولت تزاری به کاتورگا تبعید شد)، در ورشو در سال ۱۸۷۷ شاگرد نقاش ووجیچ گرسون شد. در این مدت، وی شروع به نمایش آثار خود در انجمن ترویج هنرهای زیبا در زاخنتا ورشو کرد.
در اوایل سال ۱۸۸۲، وی قبل از سفر به مونیخ، سالزبورگ، وین و شمال ایتالیا، با دوستش ماری باشکیرتسف همراه شد، سپس به پاریس سفر کرد و در آنجا اقامت گزید. بعدها در آکادمی ژولیان تدریس کرد. وی تا سال ۱۸۹۲ در فرانسه زندگی می‌کرد، جایی که با یک پزشک پزشکی به نام آنتونی بوهدانویچ ازدواج کرد و نام او را گرفت (آنا بیلیسکا-بوهدانوویزوا). آنها پس از ازدواج به ورشو بازگشتند، جایی که وی قصد داشت یک مدرسه هنری به سبک پاریسی برای زنان افتتاح کند، اما به دلیل بیماری قلبی بیمار شد و یک سال بعد در ۱۸ آوریل ۱۸۹۳ درگذشت.
آنا بیلیسکا-بوهدانوویچوا بیشتر به خاطر پرتره‌هایش که با فراست بسیار زیادی نقاشی شده‌است شهرت دارد. سلف پرتره او با پیش بند و قلم مو (۱۸۸۷) با قرار دادن این هنرمند در مقابل پس زمینه مدل، ژست جدیدی برای عکاسی از خود ایجاد کرد و بدین ترتیب اظهار داشت که او الگوی خودش است. او همچنین طبیعت بی جان، صحنه‌های ژانر و مناظر را نقاشی می‌کرد و نماینده رئالیسم بود. نقاشی‌های او را می‌توان در موزه ملی ورشو و موزه ملی کراکف یافت.

## منتخب آثار

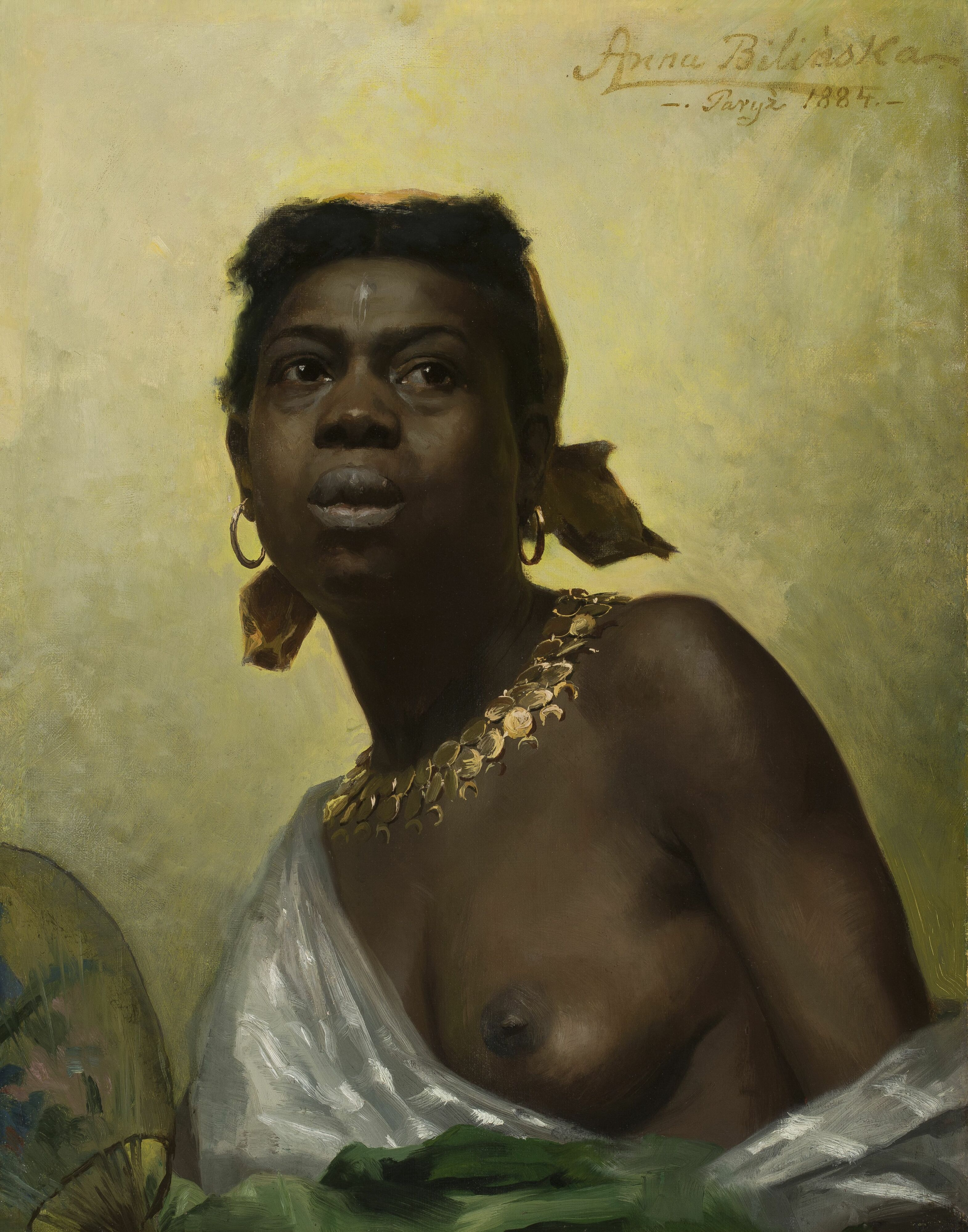
زنی سیاه پوست (مورزینکا), ۱۸۸۴
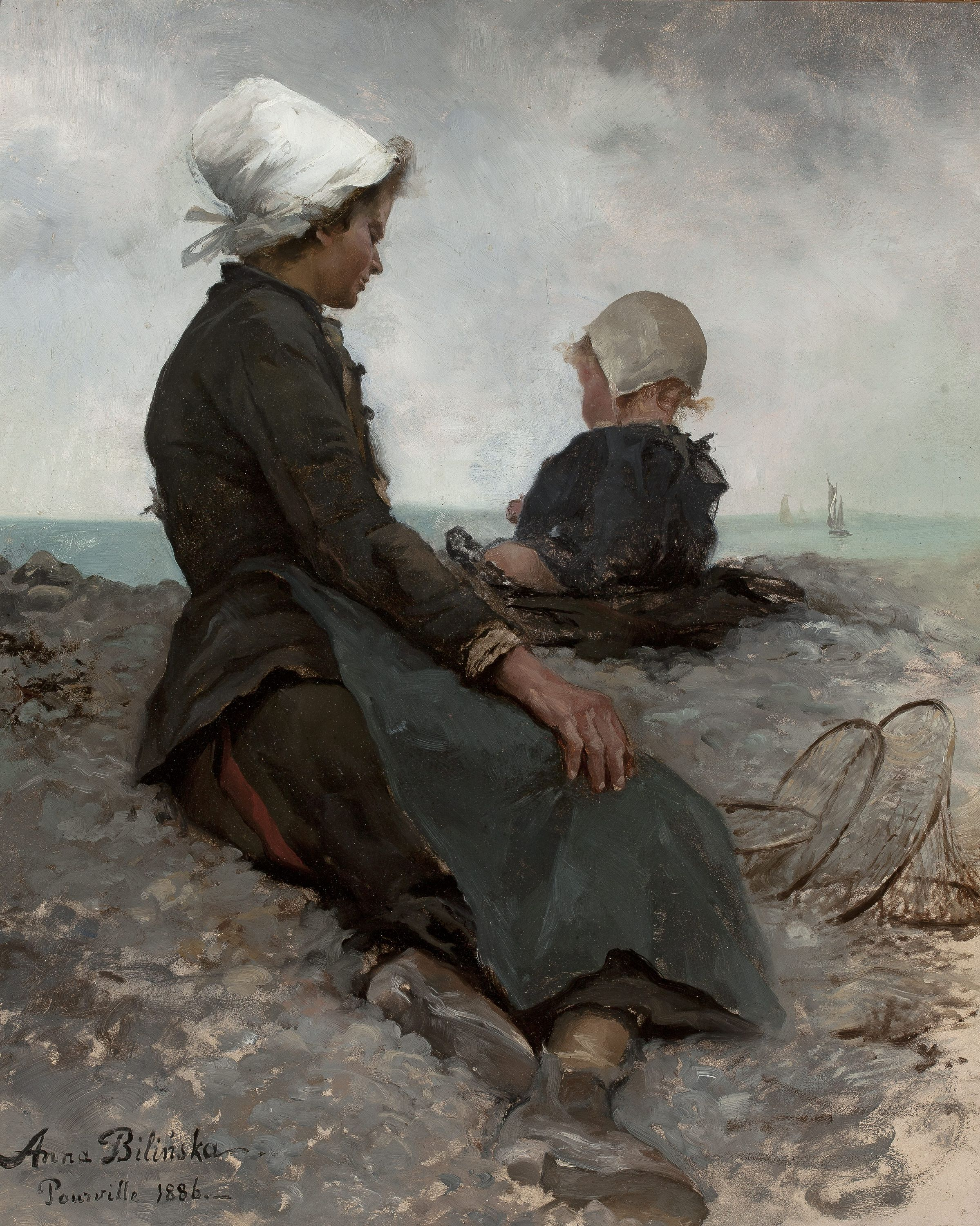
کنار ساحل, ۱۸۸۶
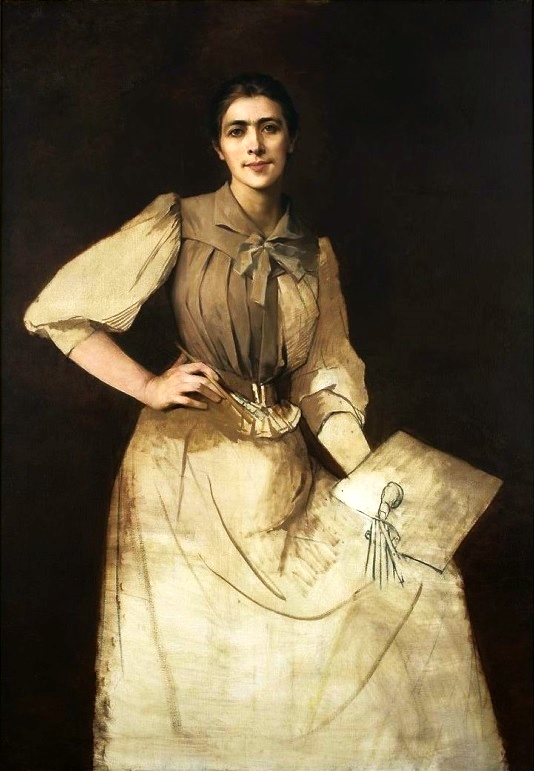
خودنگاره, ۱۸۹۲
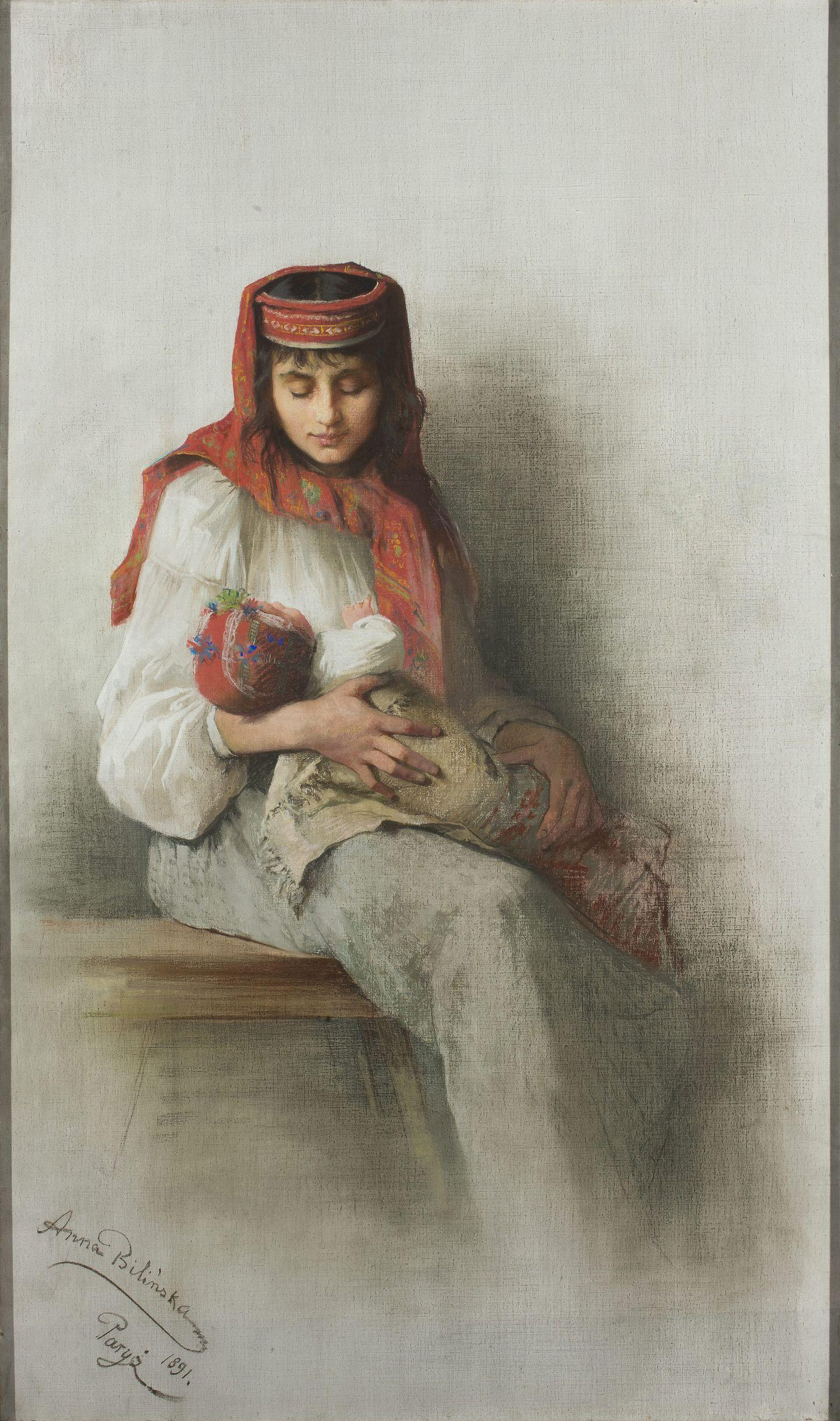
زنی روستایی با یک کودک , ۱۸۹۱
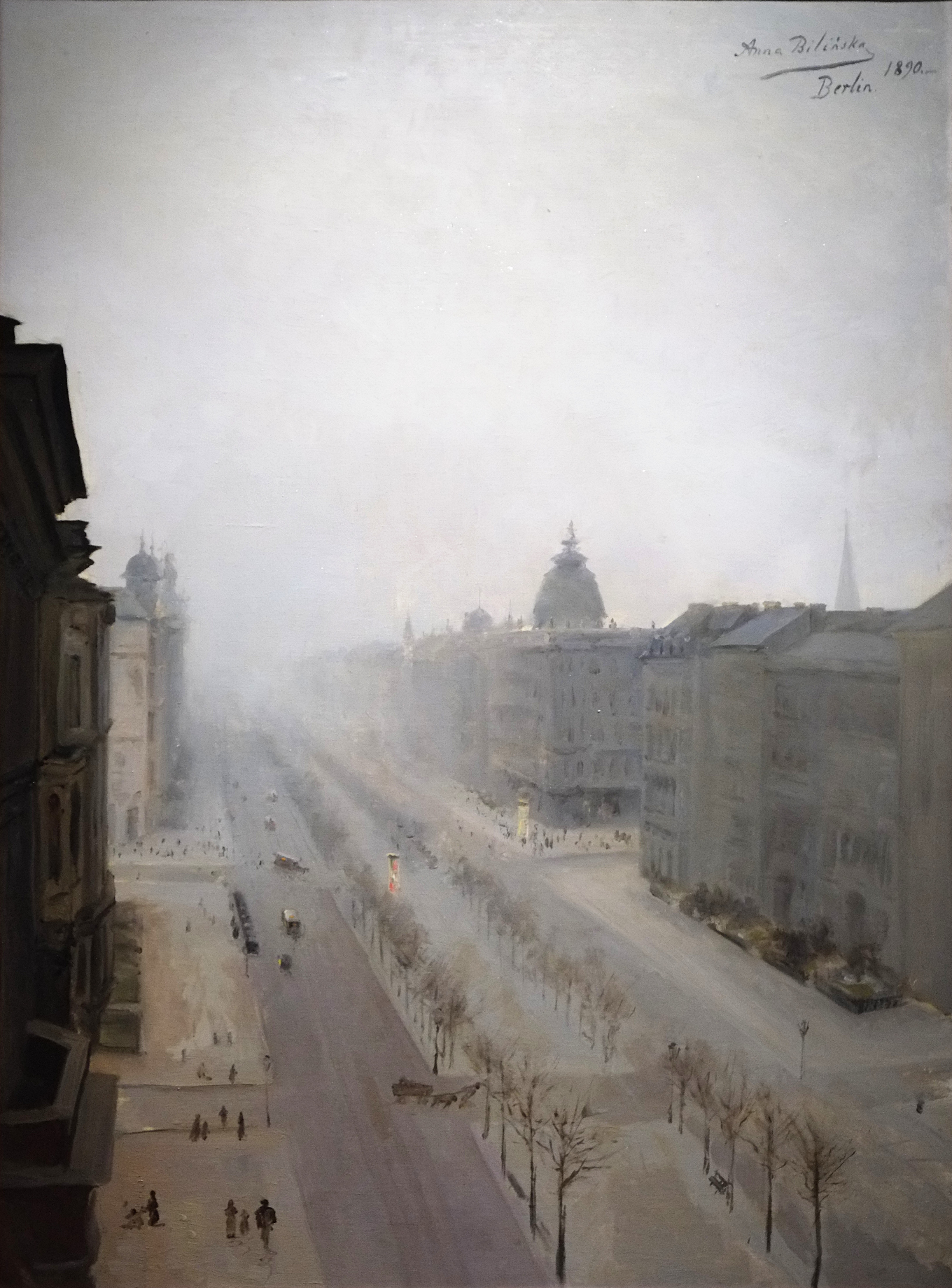
خیابان Unter den Linden در برلین, ۱۸۹۰
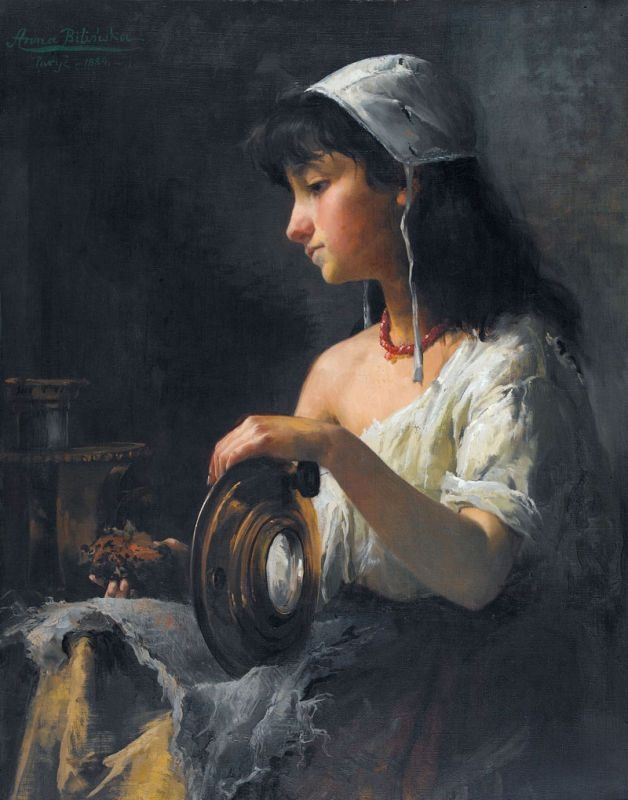
سیندرلا, ۱۸۸۴
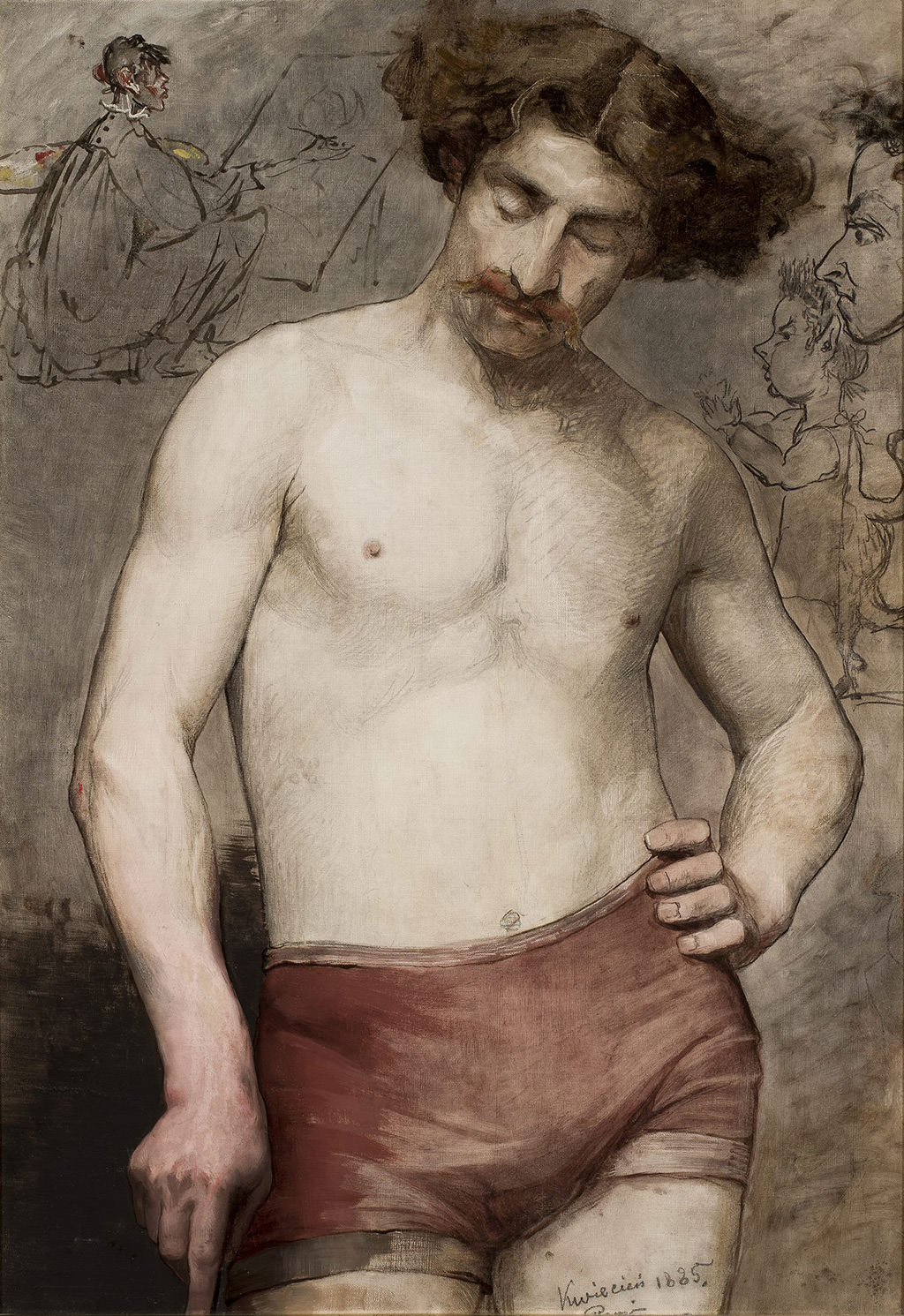
مرد عضلانی. نیمه برهنه، ۱۸۸۵
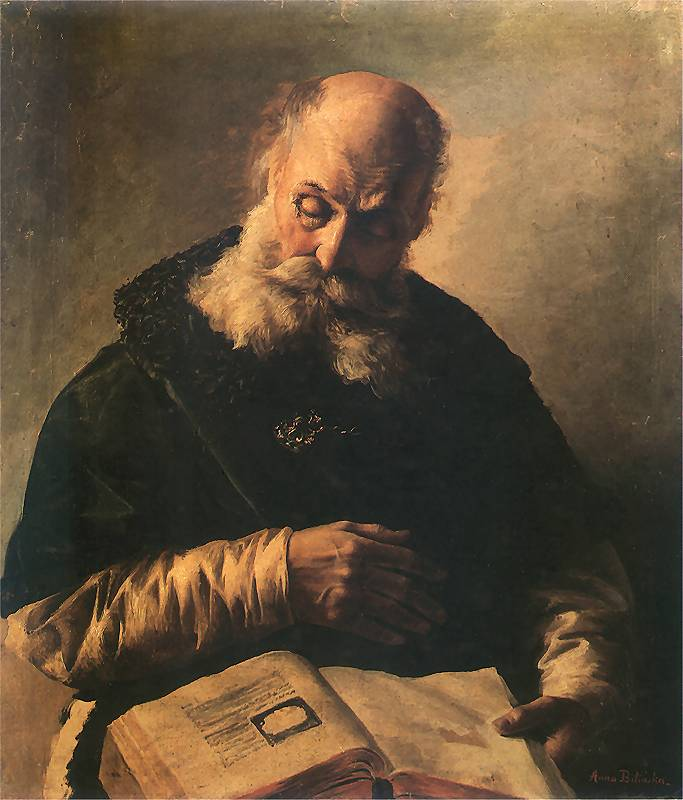
پیرمرد با کتاب, دهه ۱۸۹۰

## کتابشناسی
- Clara Erskine Clement, Women in the Fine Arts from the Seventh Century B.C. to The Twentieth Century A.D., 1904
- Magdalena Schlender, Die Selbstbildnisse der polnischen Malerin Anna Bilińska (The self-portraits of the Polish painter Anna Bilińska), Hamburg 2005
- Magdalena Schlender, Anna Bilińska Bohdanowicz, probably 2009.